# 上州トム
上州 トム（じょうしゅう トム）は日本の男性声優。主にアダルトゲームに声をあてている。

## 出演作品
※太字は主役、メインキャラクター

### ゲーム

#### 2006年
- 遥かに仰ぎ、麗しの（暁光一郎）

#### 2008年
- ef - the latter tale.（雨宮明良）

#### 2010年
- のーぶる☆わーくす（兼元伊角）